# Воробьёв, Валерий Иванович
Валерий Иванович Воробьёв (род. 12 ноября 1963, Новокузнецк, Кемеровская область) — Заслуженный тренер России  по тхэквондо (2001), (Первоуральск, Профсоюзы, ОАО «Динур»). Почётный гражданин города Первоуральска (2006).

## Биография
Валерий Иванович спортом начал заниматься в школьном возрасте. Тренировался в школьной секции лёгкой атлетики, когда семья проживала в городе Ворошиловграде.
Валерий Иванович родился и окончил школу в Украинской ССР в Ворошиловграде. После окончания средней школы поступил на работу на станкостроительный завод имени Ленина. В 1982 году призван на срочную службу в ряды Вооружённых сил СССР. Службу проходил в морской пехоте Черноморского флота, в Севастополе. Небольшой опыт занятий каратэ перед службой в армии помог на службе.
После демобилизации некоторое время работал на Севере и в 1985 году приехал на постоянное место жительство в Первоуральск, где поступил на работу на завод сантехизделий.
Вначале на общественных началах Валерий Иванович организовал секцию рукопашного боя в коллективе физкультуры Динасового завода. Секция рукопашного боя под руководством Валерия Воробьёва была создана при профсоюзном комитете Динасового завода в 1990 году. В 1992 году Воробьёв официально назначен тренером тхэквондо и трудоустроен на ОАО «Первоуральский Динасовый завод». С 1994 года Валерий Иванович и его воспитанники выезжают в составе сборных команд России на международные соревнования. Ежегодно, с 1996 по 2005 год, В. И. Воробьёв по итогам работы входит в десятку лучших тренеров страны по тхэквондо. С 2002 года Валерий Воробьёв является старшим тренером сборной команды России по тхэквондо. Является обладателем чёрного пояса, третий дан.
Воспитанники Воробьёва Валерия Ивановича достигли высоких спортивных результатов:
- Носкова Екатерина – МСМК, победитель первенства России среди юниоров, чемпион и призёр чемпионата России, серебряный призёр первенства Европы (1996 г., Хорватия), участница Кубка мира (1997 г., Египет), участница первенства мира (1996 г., Испания), серебряный призёр Кубка мира (1998 г., Германия), бронзовый призёр чемпионата мира (1999 г., Канада), кандидат в олимпийскую сборную России[6];
- Краснобаева Татьяна[7] – МСМК России, призёр чемпионатов России 1995-1998 гг., участница первенства Европы 1996-98 гг. (5-8 места), участница первенства мира 1996 года, кандидат в олимпийскую сборную России[6][8];
- Краснобаева Наталья – МС России, победитель первенства России среди юниоров 1998 гг., призёр чемпионатов России 1996-1998 гг., кандидат в олимпийскую сборную России[6];
- Чемпионка мира среди военнослужащих Ольга Михалева[8], призёр чемпионата, Кубка мира и Европы Екатерина Носкова[8], бронзовый призёр чемпионата мира среди студентов Татьяна Краснобаева[8], призёр Всемирной универсиады Василий Терентьев[8]. Победителями и призёрами чемпионатов и первенств России становились, Гузель Хурматуллина[8], Светлана Климова[9][10][8], Наталья Воробьёва[8], Евгения Волкова[11][8], Антон Галицких[8], Николай Кляпчин[8] и другие.

## Награды и звания
- Заслуженный тренер России по тхэквондо (2001)
- Серебряная медаль «За развитие тхэквондо в Европе» (2002)[1]
- Почётный знак РФ "За заслуги в развитии физической культуры и спорта"[1][12]
- Грамоты муниципалитета, дипломы государственного комитета РФ по физкультуре и спорту[1]
- Грамоты Министерства по физической культуре, спорту и туризму Свердловской области[1]
- Почётный гражданин города Первоуральска (2006)